# Gasterosteus islandicus
Gasterosteus islandicus – gatunek ryby z rodziny ciernikowatych (Gasterosteidae). Jest to endemit Islandii. 

## Występowanie
Występuje w wodach śródlądowych Islandii. Preferuje strumienie oraz jeziora.

## Charakterystyka

### Morfologia
Osiąga od 3 do 7 cm długości. Ma na grzbiecie od 3 do 15 kolców. Zamiast łusek ma płyty kostne. Zwykle ma brązowe lub zielone ubarwienie, w zależności od podłoża występującego w zbiorniku. W okresie rozrodczym ubarwienie samców staje się bardziej jaskrawe. Mają charakterystyczne, głębokie wcięcie na przednim brzegu obręczy miednicznej.

### Zachowanie
Ich gniazdo zbudowane jest z materiałów roślinnych. Samce strzegą je oraz napowietrzają złożone jaja.